# Pasión y muerte del Cura Deusto
Pasión y muerte del Cura Deusto es una novela del autor chileno Augusto D'Halmar, editada en 1924. Fue una de las primeras novelas de tema más o menos abiertamente homosexual escrita en Chile y en español. En 2017 ha sido reeditada en España por la Editorial Amistades Particulares con prólogo de Carlos Sanrune.

## Argumento
Ignacio Deusto es el nuevo cura párroco de la iglesia de San Juan de La Palma, en Sevilla. Su «mejor amigo» ha abandonado el seminario para casarse con la hermana de Deusto. Huyendo desde su Algorta natal, con el corazón roto, se lleva consigo a su nodriza Mónica a Sevilla.
Allí conoce a Pedro Miguel, «Aceitunita», gitanillo huérfano que hasta hacía poco era cantor sacro en la catedral, pero que ya es demasiado viejo a sus catorce años. Deusto decide convertirse en mentor de «Aceitunita» y educarlo para que llegue a ser un cantor y ganarse así la vida con ello.
Pasan los años y Pedro Miguel crece hasta convertirse en un atractivo joven que frecuenta a un grupo de artistas alejándose de Deusto. Los sentimientos de este hacia Pedro Miguel quedan cada vez más claros. Desde una simpatía mutua inicial, pasando por una amistad y un amor sublimado de carácter ideal, hasta que comienza a ser visible el componente físico de ese amor. Finalmente Deusto renuncia a ese amor, correspondido por otra parte, debido a su mentalidad rígida y su compromiso con la Iglesia.
En la escena final, Deusto acompaña a Pedro Miguel a la estación de tren cuando parte a Madrid para no volver. Profundamente afectado por la partida, Deusto no quiere oír la locomotora que lo atropella.

## Análisis
La novela fue escrita entre enero y septiembre de 1920. No fue especialmente apreciada en su momento, quizás por ser D'Halmar extranjero, a pesar de ser considerada su mejor obra.
El crítico Augusto L. Acevedo, en su estudio de la obra, la sitúa en el Modernismo hispanoamericano, tanto en los temas como en las formas. No habla directamente del amor homoerótico, sino que dota de aspectos positivos diversos elementos que luego pasa a relacionar con ese amor. La novela por otra parte también se inscribe dentro del Decadentismo, aunque luminoso, resulta barroca y muy atenta a la sensualidad. La trama introduce elementos del modelo pederástico clásico de la Antigua Grecia.

### Homosexualidad
D'Halmar llegó en 1919 a España. Sus primeras impresiones fueron negativas, pero cambió al encontrar un amor en España, tal como contó al crítico Hernán Díaz Arrieta en una carta.
La novela representa en cierto sentido una confesión de la homosexualidad del autor, que ve cristalizados algunos de sus anhelos en el texto. D'Halmar se atreve no sólo a escribir un libro de tema homosexual, sino que lo hace desde un punto de vista positivo. A pesar de que el punto de vista de Deusto (en el libro) es cristiano, el de la narración está influido por el Budismo del autor. El deseo homoerótico es visto como parte legítima de la experiencia humana y el castigo llega a Deusto por la negación de sus sentimientos, por su represión, llevándolo a la enfermedad y finalmente a la muerte. Pero D'Halmar distingue entre el amor carnal homosexual, deseable por sí mismo, que caracteriza de forma negativa y oscura a través del personaje de Giraldo Alcázar, y el amor carnal que sirve para llegar a una consciencia superior, el amor verdadero, en lo que sigue de nuevo la filosofía budista. De esta forma introduce dos tipos de homosexuales, algo nuevo en la novela hispana: el modelo negativo, el «verdadero» homosexual, está representado por Alcázar, y el modelo positivo, que se distingue del amor «homosexual», el amor puro, aunque no sólo espiritual. Es una estrategia que también siguió Lorca en su «Oda a Walt Whitman» para defender el homoerotismo frente a la «homosexualidad». Pero aun así, resulta extraordinario que en un libro de 1924 sea tan radical en el tratamiento de la homosexualidad, teniendo en cuenta que el punto de vista mayoritario era que la homosexualidad era una enfermedad y una degeneración del ser humano.
Alberto Mira ha analizado la novela dentro de la tradición homosexual en un eje norte-sur. El «norte» estaría representado por Deusto y el País Vasco, con el significado de la represión de los sentimientos, la desilusión amorosa de Deusto, la autonegación. El «sur» u «Oriente exótico» estaría representado por Pedro Miguel y Sevilla, con el significado de lo sensual, la teatralización, la exuberancia. Mira también señala las constantes referencias a la religión, comenzando con el título Pasión, que puede referirse tanto al amor profundo de Deusto por «Aceitunita», como a la Pasión de Cristo, el calvario espiritual que sufre Deusto por causa de ese amor. También el personaje de Pedro Miguel está lleno de simbolismo religioso, aunque distinto: representará al Niño Jesús de la Palma en una procesión o en su canto a la Virgen, que presenta elementos místicos.

### Nacionalismo vasco
Fernando Iwasaki ha querido ver un cierto nacionalismo vasco en la novela, sorprendente en un autor chileno, pero comprensible si se tiene en cuenta que la gran burguesía chilena tiene su origen en el mismo Bilbao. Sobre todo en las palabras de la nodriza «¿Qué tenemos de común con lo que nos rodea? Vámonos a Algorta, y esto nos parecerá después un purgatorio», que se repinten de una u otra manera, una nostalgia por volver al caserío. O el orgullo con el que Deusto le contaba a «Aceitunita»,

Deusto enseñaba a Pedro Miguel cómo era ésa tal vez la más vieja de Europa, más que todas sus civilizaciones, existiendo ya como pueblo cuando los demás eran todavía bárbaros y trashumantes. Raíz de los más seculares podía ser su idioma. Ni romanos, ni normandos, ni árabes consiguieron imponerse en aquel territorio de riscos y selvas, sobre esos cuantos pelotaris, bailarines o matuteros que desdeñaban entre ellos mismos los títulos y no aceptaban feudales. Y mucho después que España había absorbido los regionalismos, intactos se conservaban sus fueros.
Pasión y muerte del Cura Deusto, op.cit. Iwasaki 2007